# Hildesheim
Hildesheim ([ˈhɪl.dəs.ˌhaɪ̯m] ) est une ville allemande, située près de Hanovre, Basse-Saxe, peuplée d'environ 100 000 habitants.
Les activités principales y sont l'administration, les services et l'enseignement. Hildesheim a une université et différentes écoles. Elle est aussi l'évêché du diocèse catholique de Hildesheim. Ce dernier administre la bibliothèque de la cathédrale de Hildesheim.
Bien que détruit à 40 % pendant la Seconde Guerre mondiale, le centre historique, reconstruit ensuite, a conservé beaucoup de son ancien charme.
La cathédrale Sainte-Marie et l'église Saint-Michel rappellent l'époque de l’évêque Bernward de Hildesheim (993-1022). Hildesheim, avec toute la région, était alors le centre de la dynastie des empereurs ottoniens qui aspiraient à la restauration de l'Empire romain. Saint Bernward voulait donner à sa résidence, un village de quelques paysans et marchands avec une cathédrale vide, une figure « impériale » digne de cette aspiration. Il entoura les édifices épiscopaux d'un rempart impressionnant (partiellement conservé), il fit construire Saint-Michel, sa « forteresse de Dieu », et il commandita beaucoup d'œuvres d'art, en particulier la porte et la colonne de bronze dans la cathédrale avec des représentations bibliques de qualité unique.
Au cours du Moyen Âge, Hildesheim perdit son importance interrégionale, mais la grande église gothique de Saint-André et les maisons à colombages des syndicats et des bourgeois de cette époque, conservées ou reconstruites, avec le marché historique au centre, sont remarquables.
Hildesheim est la ville natale des corsaires Didrik Pining et Hans Pothorst (XVe siècle) dont certains pensent qu'ils seraient parvenus au Labrador vingt ans avant le premier voyage de Colomb en Amérique. Le premier fut gouverneur d'Islande de 1478 à 1490.

## Histoire

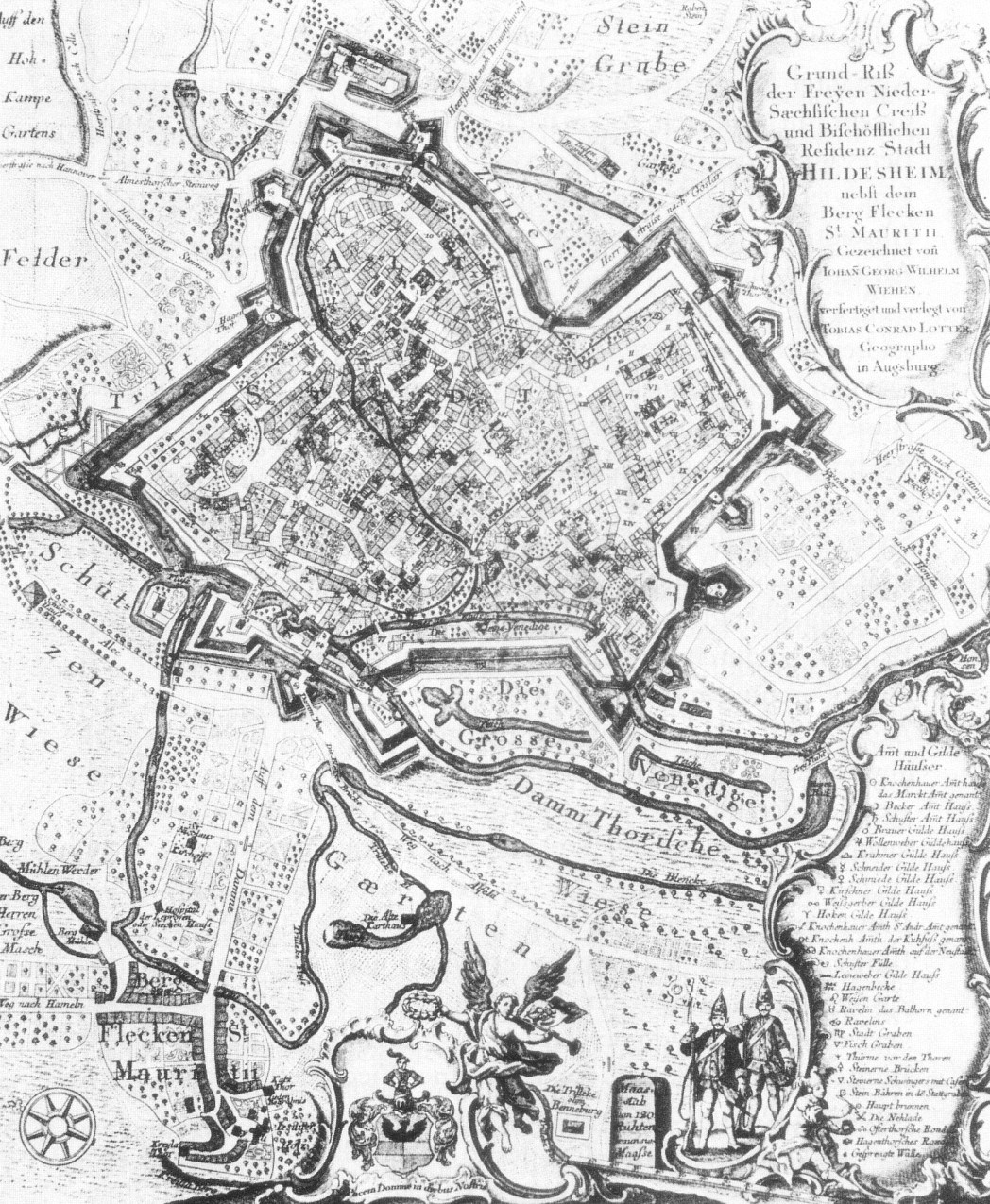
Plan de la ville en 1750

Au cœur de la Saxe que traversait naguère l'antique Hellweg, route de commerce reliant la Rhénanie aux marches du Brandebourg (et coïncidant aujourd'hui en gros avec la Route fédérale 1), se dressait dès avant l’époque franque un village autour d'un sanctuaire. Toutefois, l'hypothèse selon laquelle Hildesheim se confond avec le toponyme de Bennopolis attesté en 577 n'est plus aujourd'hui tenable, car cette mention trouvée dans un manuscrit parisien est reconnue comme un faux.
Vers 800, Charlemagne établit à Elze (naguère appelée Aula Caesaris, ou en abrégé Aulica, environ 19 km à l'ouest de l'actuelle Hildesheim) le siège de l'évêché de Saxe orientale (Ostphalie) et le plaça sous le Patronage des apôtres Pierre et Paul. Son fils Louis le Pieux le transplanta en 815 à l'emplacement de l'actuelle Hildesheim et le mit sous la protection de la Sainte Vierge. La première cathédrale de Hildesheim fut érigée sous le règne de l'évêque Altfrid. L’évêque Bernward la fit évoluer vers l'an 1000 en une abbaye fortifiée massive, l'Altstadt, dont on retrouve bien le plan dans le tissu urbain moderne. Mais c'est surtout autour de l'église Saint-André qu'au cours des siècles suivants l'urbanisation fit de Hildesheim un centre important d'artisanat et de commerce. Juste aux pieds des remparts de Bernward se développa à partir de 1196 un village d'artisans du nom de Dammstadt et peu après la prévôté de Neustadt (dont la première mention historique remonte à l'année 1221). Contrairement à l'Altstadt fortifiée, les faubourgs de Dammstadt et de Neustadt furent des colonies de peuplement planifiées, dont le plan régulier se démarque encore clairement aujourd'hui dans le tissu urbain. Dammstadt devait être détruite en 1332, pendant la nuit de Noël.

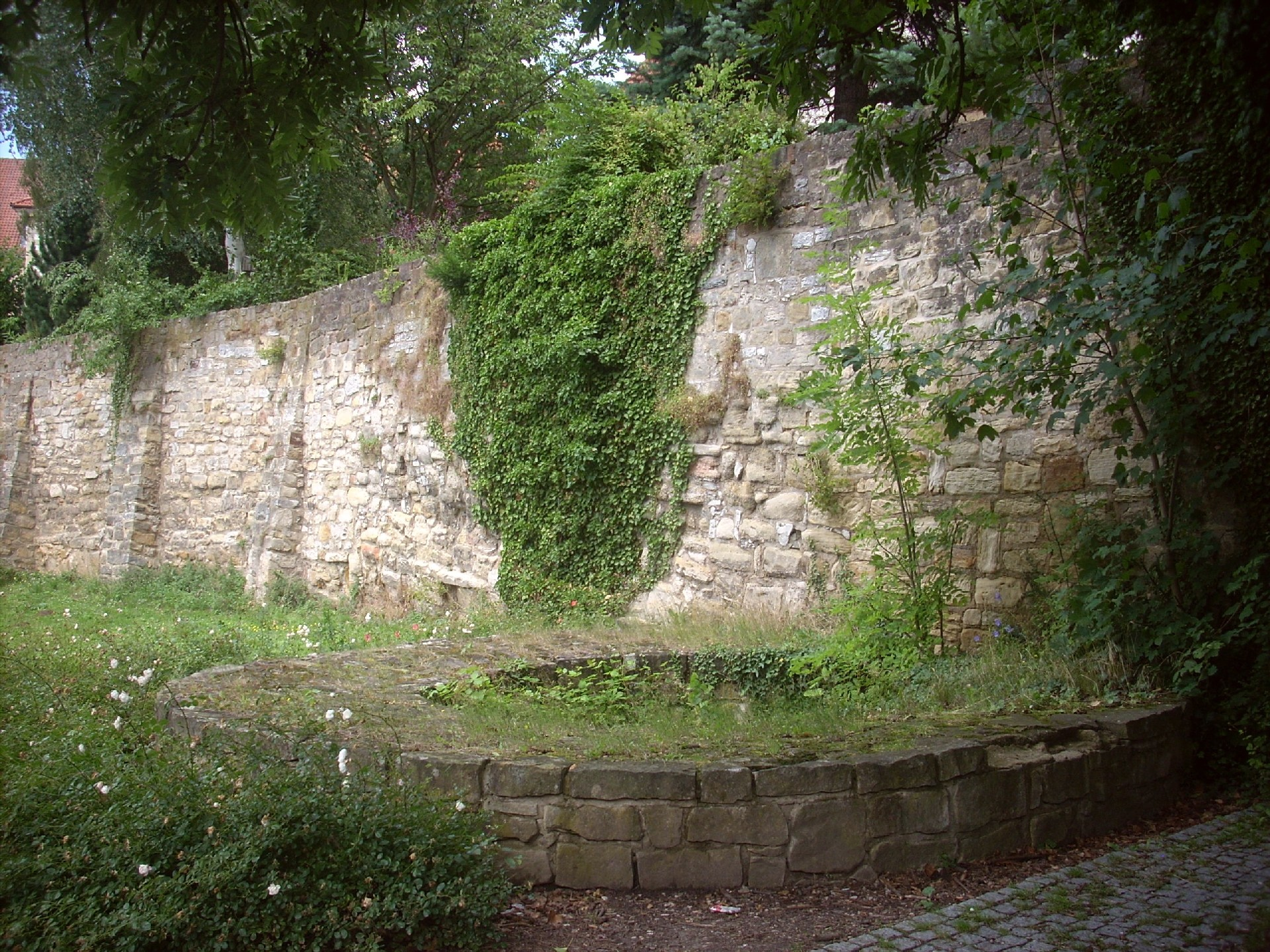
Une portion de l'enceinte de Bernward et les fondations d’une tour sur la place de la cathédrale (remontant à l'an mille).

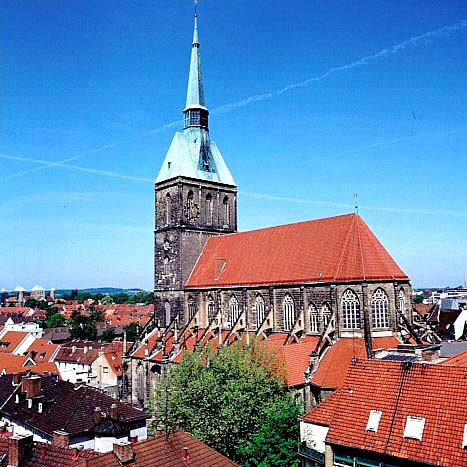
L'église Saint-André.

À l’issue d’une rivalité multiséculaire, qui se traduisit même au plus fort par des affrontements armés occasionnels, Alstadt et Neustadt se résolurent en 1583 à une union dirigée par un conseil commun d'échevins (le Samtrath), les anciens remparts étant en partie abattus par la suite. L'unification formelle des deux bourgs au sein de Hildesheim ne devait toutefois intervenir que sous la couronne prussienne, en 1803.
L'évêque avait dû dès 1300 abdiquer de facto son autorité sur l’Altstadt, car les bourgeois s'étaient dotés d'une charte et de leur propre sceau. À ce moment, l'organisation topographique de la ville était déjà arrêtée, ses bornes étaient fixées et matérialisées par des murailles. Durant deux siècles, la ville fut en proie aux relations changeantes entre les magistrats de Hildesheim, l'évêque et ses sujets toujours plus émancipés, les bourgeois et leurs échevins. Hildesheim adhéra à la Hanse en 1367. À l’issue de la querelle de Hildesheim (1519-1523), la principauté perdit tous ses territoires hors de la ville (qu’elle ne recouvra qu’en 1643) et par là-même son autorité régionale.
Bien que la ville ait été gagnée à la Réforme en 1542 grâce à la prédication de Johannes Bugenhagen et d'Anton Corvinus, deux disciples de Martin Luther, et que tout le conseil de la ville ait signé en 1580 la Formule de Concorde luthérienne, l'évêché de Hildesheim subsista à la fois comme diocèse catholique et comme principauté du Saint-Empire, la cathédrale ainsi que l'abbaye (et en partie l'église Saint-Michel) conservant elles aussi leur statut confessionnel. Comme les autres principautés ecclésiastiques, l'évêché de Hildesheim fut sécularisé en 1803, puis rétabli en 1824 en tant que diocèse de Hildesheim. Rattaché en 1807 au royaume de Westphalie, il échut en 1813 au royaume de Hanovre et devint en 1815 le siège d'une administration autonome et fut rattaché en 1823 à la toute nouvelle « intendance de Hildesheim ». L'agglomération et les pays environnants échurent par la suite à la couronne prussienne qui fusionna Altstadt et Neustadt. La ville elle-même connut désormais une autonomie durable. L'agglomération de Hildesheim fut plusieurs fois agrandie, d'abord en 1852 avec l'absorption de la commune voisine de Marienburg, dont le conseil fut rapatrié à Hildesheim, puis en 1859 avec la fusion de 16 communes de la défunte agglomération de Ruthe.
En conséquence de la guerre austro-prussienne (1866), Hildesheim fut rattachée avec l'ensemble du royaume de Hanovre à la Prusse, avant d'obtenir en 1885 le statut de ville autonome et de devenir le siège du district de Hildesheim et de la prévôté, devenu l’arrondissement de Hildesheim. Le district de Hildesheim a été réorganisé à plusieurs reprises depuis.
Le premier commutateur téléphonique automatisé d’Europe fut mis en service à Hildesheim le 10 juillet 1908.

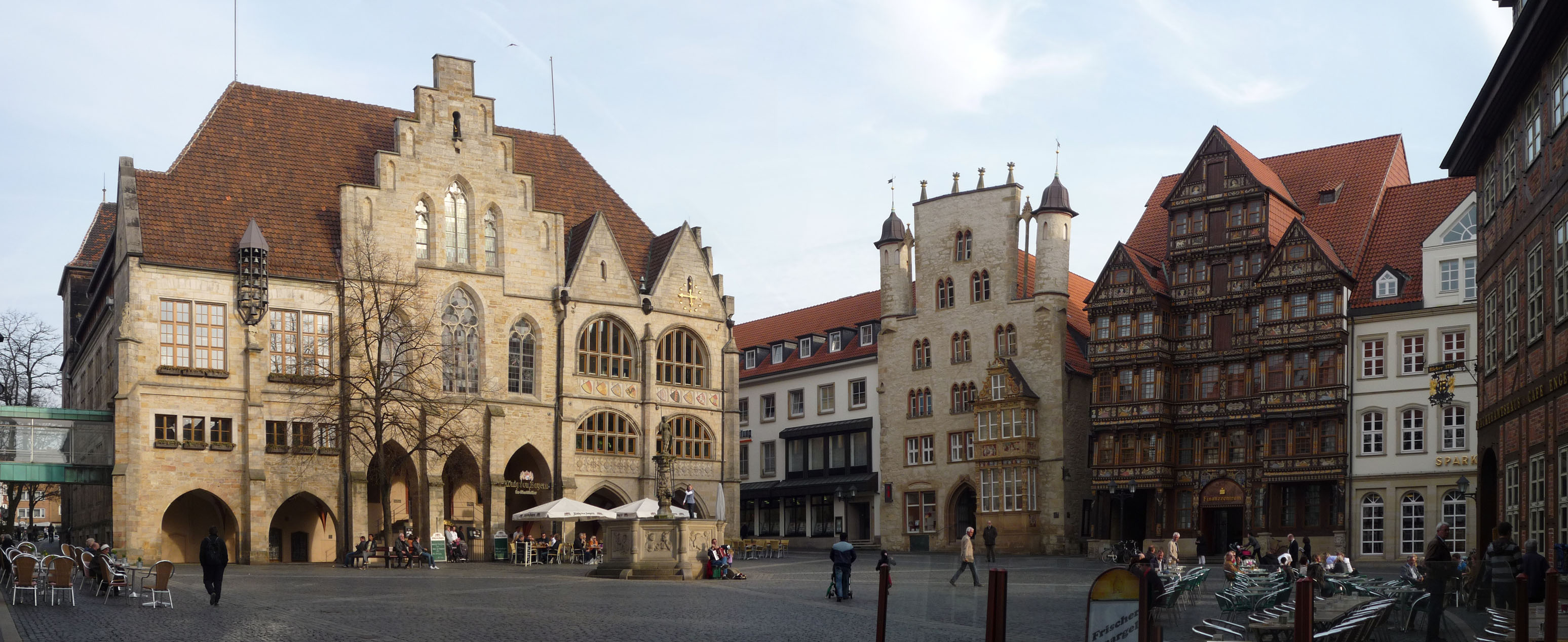
Place du marché et hôtel de ville, Tempelhaus, Wedekindhaus, Lüntzelhaus et Bäckeramtshaus.

Le 22 mars 1945, à la fin de la seconde Guerre mondiale, le centre historique de Hildesheim fut la cible d'un bombardement britannique inutile, puisque sans aucun objectif militaire, entrepris dans le cadre des bombardements en nappe qui le rasa presque entièrement, réduisant en cendres la plupart des maisons à colombages de la « Nuremberg du nord ». Des 1 500 maisons historiques, seules 200 ont pu être conservées. 90 % du centre historique de l’Altstadt avait été incendié. 43 % de la ville était détruit. La reconstruction de la ville reprit en 1948. Les maisons à colombages de la Place du Marché ont pu être reconstruites en 1984-1989. L'association Hildesheimer Altstadtgilde s'attelle à la restauration de l'Umgestülpter Zuckerhut (en français : Pain de Sucre renversé de Hildesheim), une maison à colombages édifiée dans un site unique, et qui paraissait perdue après le bombardement de 1945. La Zuckerhut rouvre fin 2009, pour le jubilé des cinq cents ans de ce monument.
Le district de Marienburg, qui avait été créé en 1885, fut fusionné avec le district de Hildesheim en 1946. Hildesheim devint en 1970 centre pédagogique régional, avec l'ouverture du Centre pédagogique de Basse-Saxe, et en 1971 le lycée professionnel de Hildesheim (naguère la Königliche Baugewerkschule Hildesheim, fondée en 1900). Les réformes des communes des années 1970 conduisirent à une forte augmentation de la population, si bien qu'en 1974 l'agglomération atteignait les 100 000 habitants.
Dans le cadre de la réforme des districts de Basse-Saxe, Hildesheim fut rattachée le 1er mars 1974 au district de Hildesheim, qui annexa le 1er août 1977 le district d’Alfeld (Leine). Le 1er février 1978 vit la fusion des administrations régionales de Hildesheim. Jusqu'à la réorganisation régionale complète de la Basse-Saxe en 2004, l'arrondissement de Hildesheim (et la ville) dépendaient de l'administration régionale du Hanovre.
La ville obtient en 2005 la médaille d'argent au concours des villes fleuries d'Allemagne (Unsere Stadt blüht auf).

## Appartenances historiques
- Principauté épiscopale d'Hildesheim (1235-1803)
- Royaume de Prusse (1803-1807)
- Royaume de Westphalie (1807-1813)
- Royaume de Hanovre (1814-1866)
- Royaume de Prusse (Province de Hanovre) (1866-1871)
- Empire allemand (1871–1918)
- République de Weimar (1918-1933)
- Reich allemand (1933-1945)
- Allemagne occupée (1945-1949)
- Allemagne de l'Ouest (1949-1990)
- Allemagne (depuis 1990)

## Culture

### Musées et théâtres
- Le musée Roemer et Pelizaeus présente sur 1 700 m2 une prestigieuse collection permanente égyptienne due à deux collectionneurs du XIXe siècle, passionnés par l’Égypte pharaonique.
- Le musée de la cathédrale de Hildesheim présente des collections d'art religieux de la Renaissance ottonienne, de l'art gothique, du baroque, etc. de qualité exceptionnelle, comme la Croix de saint Bernward, ou l'évangéliaire de saint Bernward, et plusieurs tableaux, reliquaires et manuscrits.

### Monuments historiques

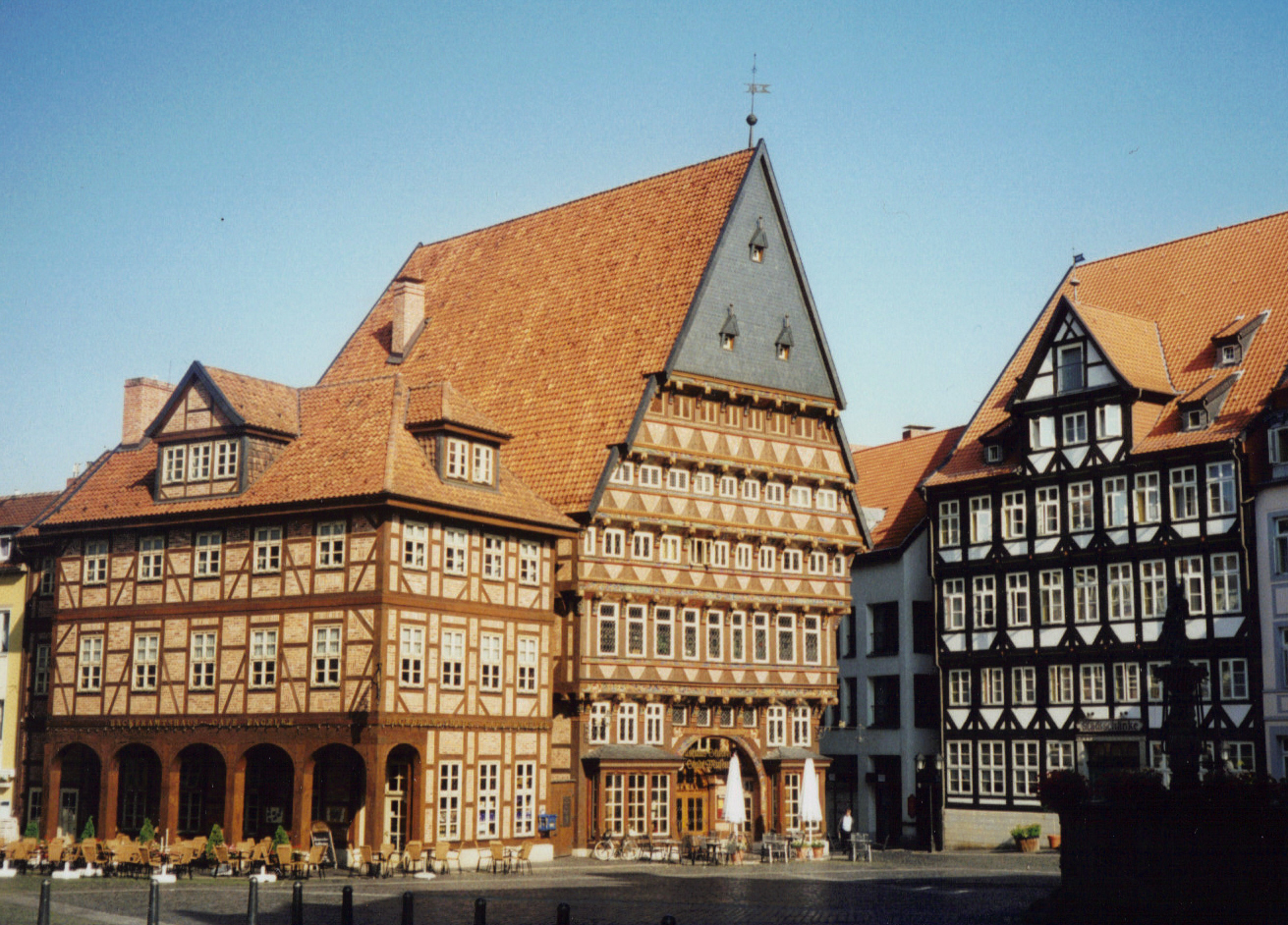
Place du marché avec la maison Knochenhaueramtshaus au midi.

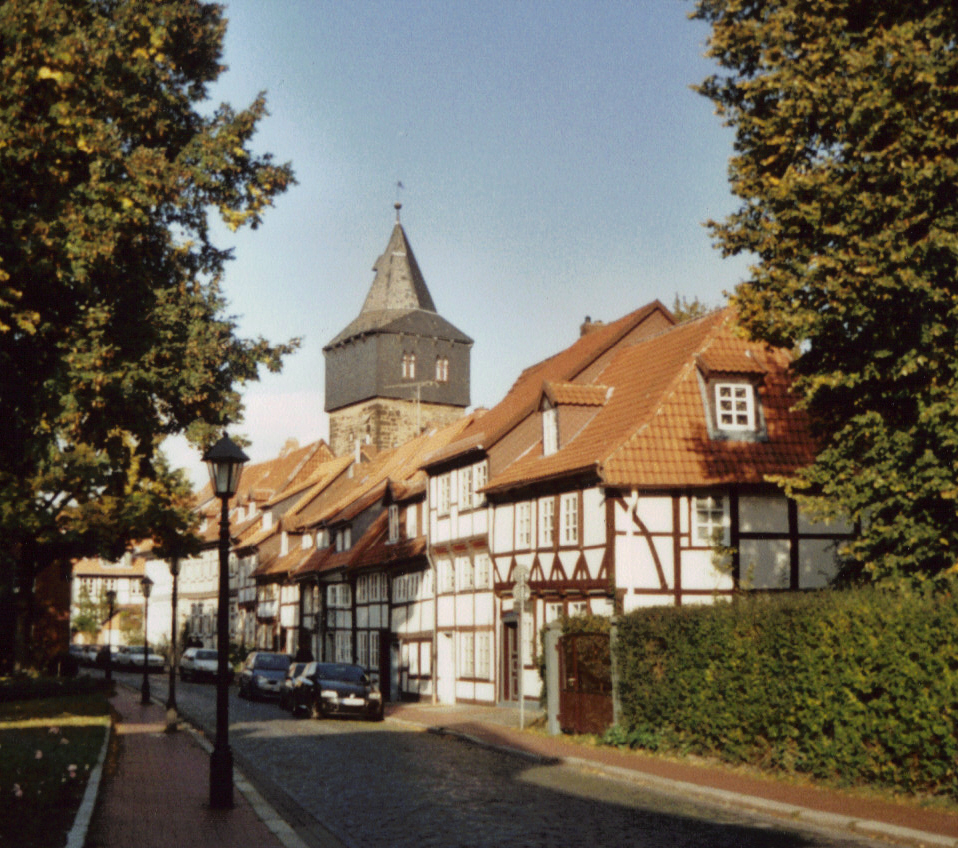
Rue Lappenberg dans l'ancien quartier judaïque avec la Tour Kehrwiederturm.

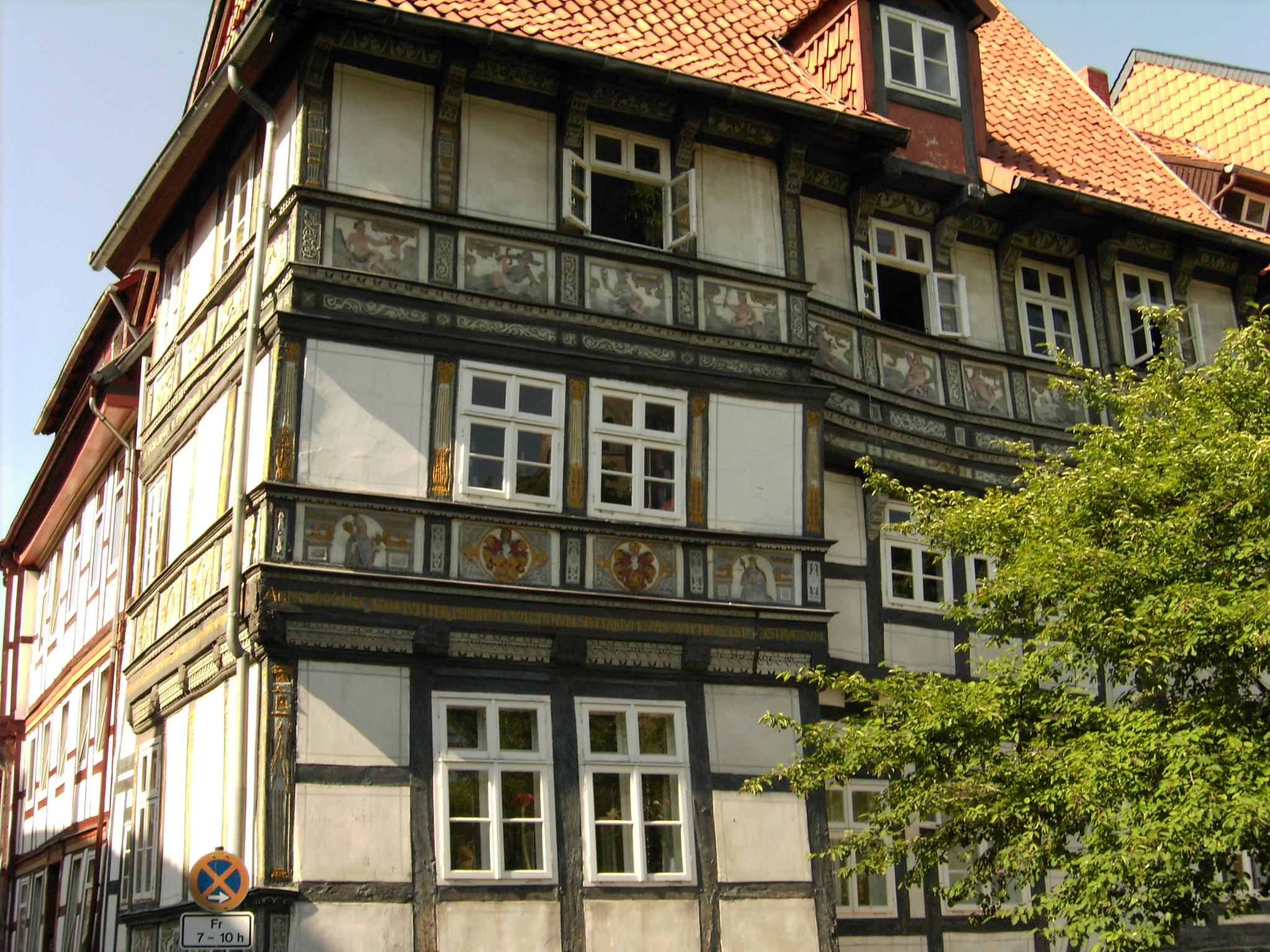
La maison Wernerhaus (1606).

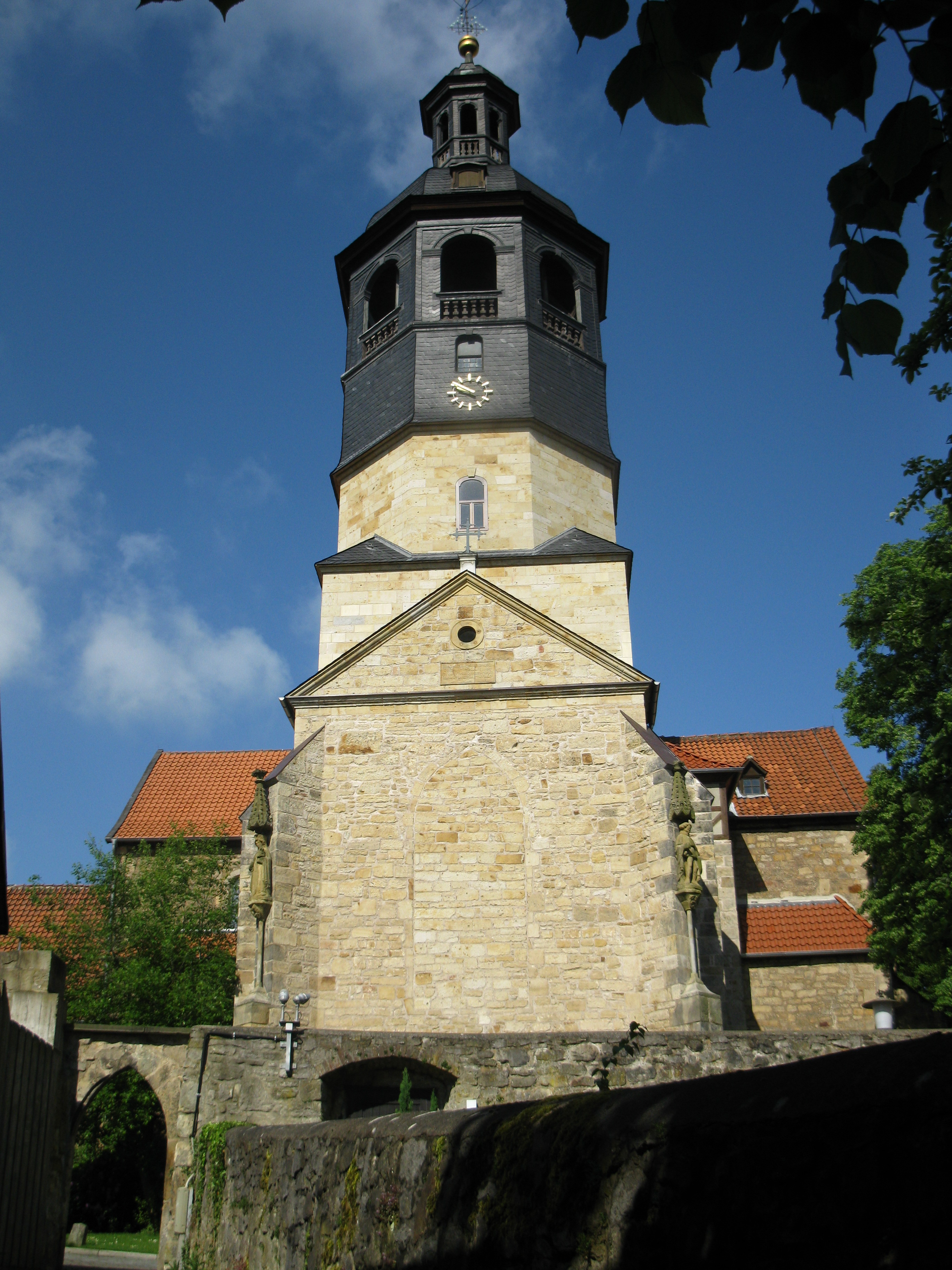
L'église Saint-Maurice.

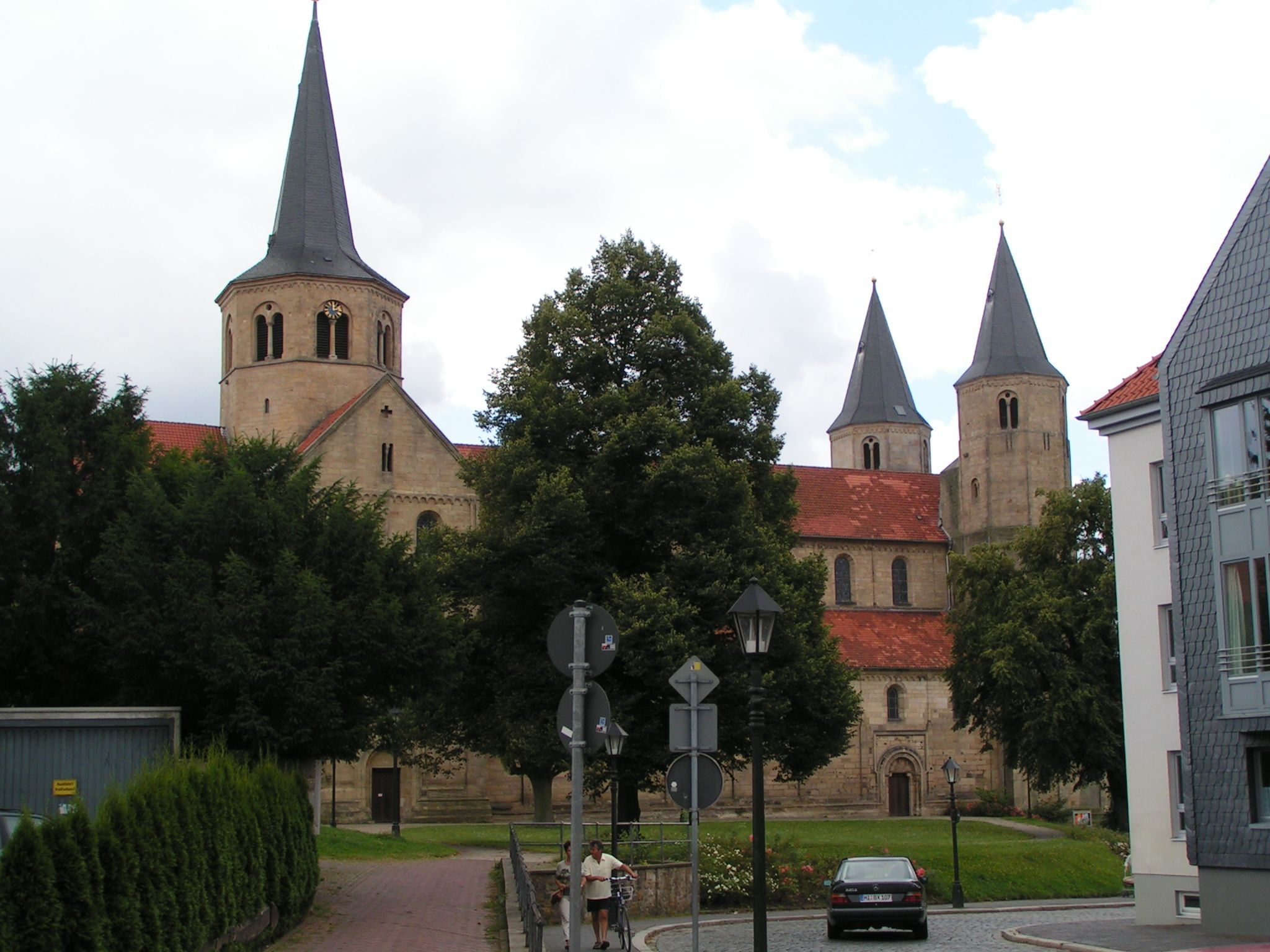
La basilique Saint-Gothard.

- Abbaye de Marienrode (XIIe siècle) située dans le village voisin de Marienrode.
- Cathédrale Sainte-Marie, avec son rosier millénaire.
- Église Saint-Michel, inscrite au patrimoine mondial de l'UNESCO.
- La place du marché qui est une des plus belles de toute l'Allemagne fut détruite le 22 mars 1945 et reconstruite à l'identique de 1984 à 1989. La Maison de la Corporation des Bouchers (Knochenhauer-Amtshaus) est une grande maison (1529) à colombages avec des décorations dans le style renaissance. La Maison de la Corporation des Boulangers (Bäckeramtshaus), construite en 1825, est plus petite. La Brasserie de la Ville (Stadtschänke) (1666), la Maison Rococo (Rokokohaus) (1757) avec sa façade décorée d'ornements en stuc et la Maison de la Guilde des Tisserands de Laine (Wollenwebergildehaus) (1600) se trouvent au nord de la place. À l'est, il faut visiter l'Hôtel de Ville (Rathaus) qui fut construit entre 1268 et 1290. La Maison du Temple (Tempelhaus) du XIVe siècle avec un encorbellement Renaissance (1591), la Maison Wedekind (Wedekindhaus) de 1598, la Maison Lüntzel (Lüntzelhaus) (1750) et la Maison Roland (Rolandhaus) du XIVe siècle se trouvent au sud de la place.
- L'Église Saint-André de Hildesheim : cette église gothique (1389) a le clocher le plus haut (114,35 m) de Basse-Saxe. Ce clocher est accessible par 364 marches et offre un panorama de toute la ville et de ses environs. En face de l'église, le Pain de Sucre renversé, une maison à colombages extraordinaire détruite en 1945, a été reconstruite en 2009-2010.
- Ancienne Monnaie, bâtiment pour la frappe des monnaies municipales, construit en 1530.
- Les jardins historiques Magdalenengarten (1720-1725, style baroque).
- Maisons à colombages des XVIe, XVIIe et XVIIIe siècles dans le quartier Neustadt, par exemple dans les rues Brühl, Hinterer Brühl, Godehardsplatz, Gelber Stern, Keßlerstraße, Knollenstraße, Am Kehrwieder, Lappenberg.
- La synagogue de Hildesheim dans la rue Lappenberg qui était le centre du quartier juif. La synagogue, inaugurée en 1849, fut incendiée dans la nuit du 9 au 10 novembre 1938, pendant la nuit de Cristal. L'ancienne école juive (inaugurée 1881) se trouve en face du monument qui fut construit en 1988.
- La tour Kehrwiederturm du XIVe siècle et une grande partie des remparts du Moyen Âge se trouvent tout près du monument de la synagogue dans le quartier Neustadt.
- La maison des empereurs (Kaiserhaus) (1586) se trouve dans la rue la plus vieille de la ville, Alter Markt. La maison est ornée de statues romaines et de médaillons d'empereurs.
- L'église Saint-Gothard[3] (1133-1172) est une basilique mineure qui a conservé presque entièrement sa forme originale. En face de l'église, il y a plusieurs maisons à colombages intéressantes, comme la Wernersches Haus, dans le style renaissance avec des décorations en bois et qui fut construite en 1616. Lorsque l'évêque Bernhard (1130-1153) commença son épiscopat, il décida de fonder un deuxième monastère bénédictin à Hildesheim, en l'honneur de l'évêque Gothard qui avait terminé la construction de l'abbatiale Saint-Michel et avait été canonisé en 1131. La première pierre a été posée en 1133. En 1136, une première communauté venue de Fulda s'y installa avec comme premier abbé, Frédéric (1136-1156 ou 59). À la mort de l'évêque en 1153, il put être enterré dans le chœur de l'église. La date de 1172 est donnée sans preuve comme date de fin des travaux. Cependant, c'est au cours de l'épiscopat de l'évêque Adelog (1171-1190) que l'église a été consacrée. L'autel Sainte-Madeleine placé dans le massif occidental a été consacré en 1187. Les tours n'ont été terminées que dans la première moitié du XIIIe siècle. En 1406, l'abbaye s'affilie à la Congrégation de Bursfelde. L'abbé Henning Karlberg (1493-1535) fait entreprendre des travaux importants à partir de 1500. De 1504 à 1512 les travaux portent sur le chœur principal. Sous l'abbatiat d'Hermann Dannhausen (1566-1628), les tours occidentales sont reconstruites et le clocher de la croisée est restauré. Le monastère est fermé en 1803. Après avoir été utilisée comme grange à foin par la ville de Hildesheim, l'église redevient un lieu de culte en 1815.
- Le Musée Roemer-Pelizaeus qui se trouve au centre de la ville montre une des plus importantes collections d'antiquités égyptiennes et péruviennes en Europe.
- Le château Burg Steuerwald, construit de 1310 à 1313, se trouve au nord de la ville dans le quartier Steuerwald.
- Saint-Lambert, une église protestante gothique dans le quartier Neustadt, fut construite dans le XVe siècle, détruite en 1945 et reconstruite entre 1950 et 1952.
- Le château Burg Marienburg, construit de 1346 à 1349, se trouve au sud de la ville dans le quartier Marienburg.
- Saint-Maurice est une église catholique romane du XIe siècle dans le quartier Moritzberg où il y a encore beaucoup de maisons à colombages, surtout dans la rue Bergstrasse. Le cloître de l'église est complètement préservé. Le clocher de l'église fut construit en 1765.
- Grand Bailliage de Hildesheim, maison à colombages de 1662.

### Festivals
- M'era Luna, festival de musique gothique et metal ayant lieu tous les deuxièmes week-ends d'août depuis 2000
- Django Reinhardt Festival[4], qui rend hommage chaque été au plus célèbre des guitaristes de jazz manouche

## Transports

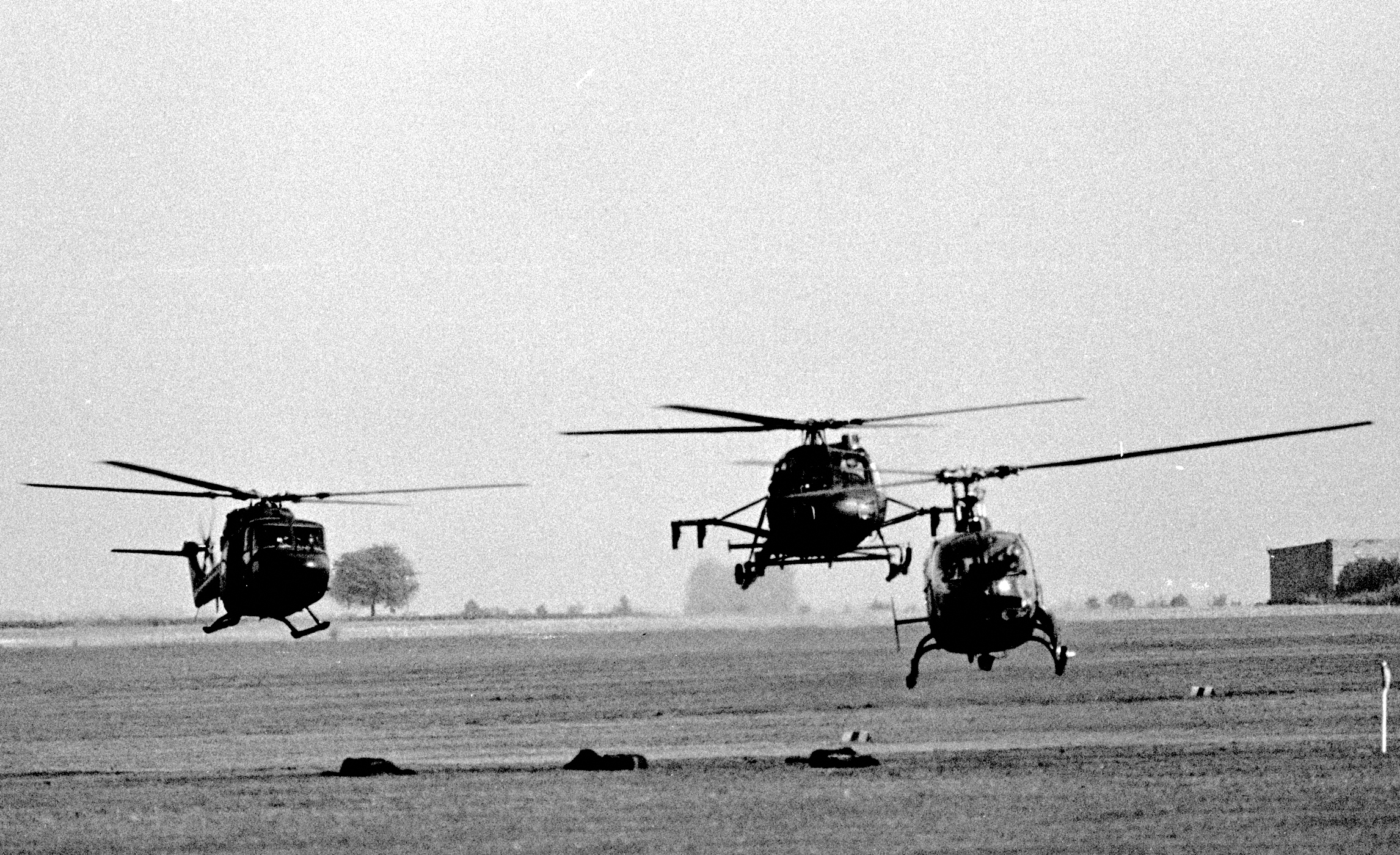
Hélicoptères Lynx, Scout et Gazelle construit du 1er régiment de l'Army Air Corps sur l'aérodrome, Allemagne de l'Ouest, en 1980.

L'aérodrome de Hildesheim entre en service en 1925. Une base militaire y est construite entre 1936 et 1938, elle sert de casernement à un régiment parachutiste de la Luftwaffe. Durant la guerre froide, il est une base de l'armée britannique du Rhin. Le festival M'era Luna s'y tient depuis 2020.

## Sport
- Handball : Eintracht Hildesheim

## Jumelages
La ville de Hildesheim est jumelée avec les villes suivantes :
- Angoulême (France) depuis 1965 ;
- Weston-super-Mare (Royaume-Uni) depuis 1983 ;
- North Somerset (Royaume-Uni) depuis 1997 ;
- El Minia (Égypte) depuis 1979 ;
- Guelendjik (Russie) depuis 1992 ;
- Pavie (Italie) depuis 2000 ;
- Halle-sur-Saale (Allemagne) depuis 1990 ;
- Padang (Indonésie), accord de coopération depuis 1988.

## Personnalités liées à la commune
- Gothard de Hildesheim ;
- Bernward de Hildesheim (° vers 960 - † 1021 ou 1022), originaire de Hildesheim, précepteur du fils de l'empereur Othon II puis évêque de Hildesheim ;
- Ludolph van Ceulen, mathématicien ;
- Adolf Hurwitz, mathématicien ;
- Oskar Schindler (° 1908 - 1974), décédé à Hildesheim, où il habita de 1971 à 1974.
- Lotte Mühe (1910-1981, décédée à Hildesheim), nageuse ;
- Elisabeth Ostermeier (1913-2002), femme politique, emprisonnée à Hildersheim à cause de son activité de résistante ;
- Karl Heinrich Kaufhold (1932-2020, né à Hildesheim), historien ;
- Thomas Quasthoff (1959-, né à Hildesheim), baryton basse ;
- Rudolf Schenker (1948-), fondateur du groupe allemand Scorpions ;
- Diane Kruger (1976-, née près d Hildesheim), actrice ;
- Timo Hübers (1996-, né à Hildesheim), footballeur ;
- Ferdinand Neuling (décédé à Hildesheim), général de la Seconde Guerre mondiale.